# Masaru Mukai
| Odkryte planetoidy: 13 (wspólnie z Masanori Takeishi) | Odkryte planetoidy: 13 (wspólnie z Masanori Takeishi) |
| ----------------------------------------------------- | ----------------------------------------------------- |
| (4703) Kagoshima                                      | 16 stycznia 1988                                      |
| (5139) Rumoi                                          | 13 listopada 1990                                     |
| (5286) Haruomukai                                     | 4 listopada 1989                                      |
| (5468) Hamatonbetsu                                   | 16 stycznia 1988                                      |
| (5640) Yoshino                                        | 21 października 1989                                  |
| (5960) Wakkanai                                       | 21 października 1989                                  |
| (8866) Tanegashima                                    | 26 stycznia 1992                                      |
| (9368) Esashi                                         | 26 stycznia 1993                                      |
| (10516) Sakurajima                                    | 1 listopada 1989                                      |
| (11064) Dogen                                         | 30 listopada 1991                                     |
| (14446) Kinkowan                                      | 31 października 1992                                  |
| (15790) Keizan                                        | 8 października 1993                                   |
| (48498) 1993 BS6                                      | 30 stycznia 1993                                      |

Masaru Mukai (jap. 向井優 Mukai Masaru; ur. 1949) – japoński astronom. Odkrył 13 planetoid wspólnie z Masanori Takeishi.